# Кривоусые крохотки-моли
Кривоусые крохотки-моли (лат. Bucculatricidae) — семейство бабочек.

## Описание
Бабочки мелкие с размахом крыльев 7—10 мм. Жилкование редуцировано: жилки R переднего крыла не слиты, M1 слита с М3, Си слиты. На заднем крыле R образуют общий ствол, срединная ячейка отсутствует.
Гусеницы большинства представителей минируют листья в ранних возрастах, затем питаются открыто. Окукливание в ребристых коконах.

## Ареал
Распространение всесветное, кроме Новой Зеландии, 75 % видов обитает в Голарктике.

## Систематика
Семейство включает крупный род Bucculatrix (около 200 видов в мировой фауне) и недавно описанный из Южной Африки род Leucodemia (Scoble et Scholtz).
- B. absinthii

Кормовое растение: Artemisia
- B. acrogramma
- B. adelpha
- B. agilis

Кормовое растение: Acacia horrida
- B. agnella

Кормовое растение: Ambrosia artemisiifolia
- B. ainsliella

Кормовое растение: Quercus
- B. alaternella

Кормовое растение: Rhamnus alaternus
- B. albaciliella
- B. albedinella

Кормовое растение:
- B. albella

Кормовое растение: Paliurus spina-christi
- B. albertiella

Кормовое растение: Quercus
- B. albiguttella

Кормовое растение: Achillea
- B. alpina
- B. ambrosiaefoliella

Plantas alimento: Ambrosia, Parthenium hysterophorus
- B. amiculella

Кормовое растение: Quercus
- B. anaticula

Кормовое растение: Ceanothus americanus
- B. andalusica

Кормовое растение: Artemisia
- B. angustata

Plantas alimento: Aster, Erigeron, Solidago
- B. angustisquamella
- B. anthemidella

Кормовое растение: Anthemis tinctoria
- B. argentisignella

Кормовое растение: Leucanthemum vulgare
- B. armeniaca
- B. arnicella

Plantas alimento: Arnica cordifolia, Artemisia tridentata
- B. artemisiella

Кормовое растение: Artemisia
- B. aspyctella
- B. atagina

Кормовое растение: Artemisia campestris
- B. atrosignata
- B. bechsteinella

Plantas alimento: Crataegus, Cydonia oblonga, Malus, Pyrus, Sorbus
- B. benacicolella

Кормовое растение: Artemisia alba
- B. benenotata
- B. bicolorella
- B. bicristata
- B. brunnescens
- B. callistricha

Кормовое растение: Corylus
- B. canadensisella

Кормовое растение: Betula
- B. canariensis

Кормовое растение: Artemisia canariensis
- B. cantabricella

Кормовое растение: Convolvulus cantabricus
- B. capreella

Кормовое растение: Achillea millefolium
- B. caribbea

Кормовое растение: Cordia
- B. carolinae
- B. caspica
- B. ceanothiella

Кормовое растение: Ceanothus
- B. ceibae

Кормовое растение: Ceiba
- B. centaureae

Кормовое растение: Centaurea triniifolia
- B. centroptila

Кормовое растение: Firmiana colorata
- B. cerina

Кормовое растение: Quercus
- B. chrysanthemella

Plantas alimento: Argyranthemum frutescens, Chrysanthemum, Gonospermum
- B. cidarella

Plantas alimento: Alnus, Myrica gale
- B. clavenae

Кормовое растение: Achillea millefolium
- B. columbiana

Кормовое растение: Iva axillaris
- B. coniforma
- B. copeuta

Кормовое растение: Prunus pensylvanica
- B. cordiaella

Кормовое растение: Cordia
- B. coronatella

Кормовое растение: Betula
- B. crataegi

Plantas alimento: Crataegus, Pyrus
- B. crateracma

Кормовое растение: Bombax ceiba
- B. cretica
- B. cristatella

Кормовое растение: Achillea millefolium
- B. criticopa
- B. cuneigera

Кормовое растение: Aster shortii
- B. demaryella

Plantas alimento: Acer, Betula, Castanea, Corylus
- B. diffusella

Кормовое растение: Artemisia maritima
- B. disjuncta
- B. divisa

Кормовое растение: Balsamorhiza sagittata
- B. domicola

Кормовое растение: Quercus palustris
- B. dominatrix

Кормовое растение: Baccharis pilularis
- B. eclecta

Кормовое растение: Ulmus pumila
- B. enceliae

Кормовое растение: Encelia farinosa
- B. epibathra

Кормовое растение: Grewia tiliaefolia
- B. ericameriae

Кормовое растение: Ericameria arborescens
- B. errans

Кормовое растение: Aster
- B. eucalypti

Кормовое растение: Eucalyptus
- B. eugrapha
- B. eupatoriella

Кормовое растение: Eupatorium perfoliatum
- B. eurotiella

Plantas alimento: Krascheninnikovia lanata, Senecio
- B. evanescens
- B. exedra

Кормовое растение: Firmiana platanifolia
- B. fatigatella

Plantas alimento: Artemisia campestris, Leucanthemopsis alpina
- B. firmianella

Кормовое растение: Firmiana
- B. flexuosa

Кормовое растение: Acacia nilotica
- B. floccosa
- B. flourensiae

Кормовое растение: Flourensia cernua
- B. formosa
- B. frangutella

Кормовое растение: Rhamnus
- B. franseriae

Кормовое растение: Ambrosia deltoidea
- B. frigida
- B. fugitans

Кормовое растение: Corylus
- B. fusicola

Кормовое растение: Helianthus
- B. gnaphaliella

Кормовое растение: Helichrysum arenarium
- B. gossypiella

Кормовое растение: Gossypium
- B. gossypii

Кормовое растение: Gossypium
- B. helianthemi

Кормовое растение: Helianthemum sessiliflorum
- B. helichrysella

Кормовое растение: Helichrysum italicum
- B. herbalbella

Кормовое растение: Artemisia herba-alba
- B. humiliella
- B. ilecella

Кормовое растение: Ilex
- B. illecebrosa

Кормовое растение: Helianthus
- B. immaculatella
- B. improvisa

Кормовое растение: Tilia americana
- B. infans
- B. insolita
- B. inusitata

Кормовое растение: Juniperus communis
- B. ivella

Plantas alimento: Baccharis, Iva frutescens
- B. jugicola

Plantas alimento: Achillea oxyloba, Leucanthemopsis alpina
- B. kendalli

Кормовое растение: Colubrina texensis
- B. kimballi
- B. koebelella

Кормовое растение: Artemisia californica
- B. laciniatella

Кормовое растение: Artemisia laciniata
- B. lassella
- B. latella
- B. latviaella
- B. lavaterella

Кормовое растение: Lavatera
- B. leptalea

Кормовое растение: Artemisia dracunculus
- B. leucanthemella

Plantas alimento: Chrysanthemum, Leucanthemum, Staehelina dubia
- B. litigiosella

Кормовое растение: Quercus
- B. locuples

Кормовое растение: Alnus serrulata
- B. longula

Кормовое растение: Helianthus annuus
- B. loxoptila

Кормовое растение: Gossypium
- B. luteella

Кормовое растение: Quercus alba
- B. magnella

Кормовое растение: Solidago
- B. maritima

Кормовое растение: Aster tripolium
- B. mehadiensis
- B. mendax

Кормовое растение: Dalbergia sissoo
- B. mesoporphyra
- B. micropunctata
- B. montana
- B. myricae

Кормовое растение: Myrica gale
- B. needhami

Кормовое растение: Helianthus
- B. nigricomella

Кормовое растение: Leucanthemum vulgare
- B. nigripunctella
- B. niveella

Кормовое растение: Solidago
- B. noltei

Кормовое растение: Artemisia vulgaris
- B. ochristrigella
- B. ochrisuffusa

Кормовое растение: Quercus alba
- B. ochritincta
- B. orophilella
- B. packardella

Plantas alimento: Fagus, Quercus
- B. paliuricola

Кормовое растение: Paliurus
- B. pallidula
- B. pannonica

Кормовое растение: Artemisia maritima
- B. paroptila

Plantas alimento: Comptonia peregrina, Myrica gale
- B. parthenica

Кормовое растение: Parthenium hysterophorus
- B. parvinotata
- B. perficta
- B. phagnalella

Кормовое растение: Phagnalon saxatile
- B. platyphylla
- B. plucheae

Кормовое растение: Pluchea odorata
- B. polymniae

Кормовое растение: Smallanthus uvedalius
- B. polytita
- B. pomifoliella

Plantas alimento: Ambrosia, Amelanchier laevis, Chaenomeles japonica, Crataegus, Cydonia oblonga, Malus, Prunus, Pyrus
- B. pseudosylvella

Кормовое растение: Rhamnus saxatilis
- B. ptochastis
- B. pyrivorella

Plantas alimento: Pisum sativum, Pyrus
- B. quadrigemina

Plantas alimento: Alcea, Althaea
- B. quinquenotella

Plantas alimento: Ampelopsis, Quercus rubra
- B. ratisbonensis

Кормовое растение: Artemisia campestris
- B. recognita

Кормовое растение: Quercus macrocarpa
- B. regaella

Кормовое растение: Helianthemum sessiliflorum
- B. rhamniella

Кормовое растение: Rhamnus
- B. ruficoma

Plantas alimento: Gossypium, Ipomoea batatas
- B. salutatoria

Кормовое растение: Artemisia tridentata
- B. santolinella

Кормовое растение: Santolina chamaecyparissus
- B. seneciensis

Кормовое растение: Senecio
- B. seorsa

Кормовое растение: Artemisia tridentata
- B. seperabilis

Кормовое растение: Baccharis pilularis
- B. sexnotata

Кормовое растение: Aster
- B. simulans

Кормовое растение: Helianthus annuus
- B. solidaginiella

Кормовое растение: Solidago
- B. sororcula
- B. speciosa

Кормовое растение: Solidago
- B. spectabilis
- B. sphaeralceae
- B. sporobolella

Кормовое растение: Sporobolus airoides
- B. staintonella

Кормовое растение: Populus
- B. subnitens
- B. taeniola

Кормовое растение: Salvia apiana
- B. telavivella
- B. tenebricosa
- B. tetradymiae

Кормовое растение: Tetradymia axillaris
- B. thoracella

Plantas alimento: Acer, Tilia
- B. thurberiella

Plantas alimento: Cienfuegosia thespesioides, Gossypium
- B. transversata

Кормовое растение: Ambrosia psilostachya
- B. tridenticola

Кормовое растение: Artemisia tridentata
- B. trifasciella

Plantas alimento: Castanea, Quercus rubra
- B. turatii

Кормовое растение: Paliurus aculeatus
- B. ulmella

Plantas alimento: Pinus sylvestris, Quercus, Sorbus, Ulmus
- B. ulmicola
- B. ulmifoliae

Кормовое растение: Ulmus
- B. ulocarena
- B. univoca

Кормовое растение: Ipomoea aquatica
- B. variabilis

Plantas alimento: Tidestromia, Baccharis pilularis
- B. verax

Кормовое растение: Trewia nudiflora
- B. viguierae

Кормовое растение: Heliomeris longifolia
- B. xenaula

Кормовое растение: Sterculia
- B. zizyphella

Кормовое растение: Ziziphus
- B. zophopasta

Кормовое растение: Quercus garryana